# Hagsjön (Håcksviks socken, Västergötland)
Hagsjön är en sjö i Svenljunga kommun i Västergötland och ingår i Ätrans huvudavrinningsområde.